# Mel Ott
Melvin Thomas Ott (ur. 2 marca 1909, zm. 21 listopada 1958) – amerykański baseballista, który występował na pozycji prawozapolowego przez 22 sezony w New York Giants.
W styczniu 1926 podpisał kontrakt z New York Giants, w którym zadebiutował 27 kwietnia 1926 w meczu przeciwko Philadelphia Phillies jako pinch hitter. W 1928 został pierwszym prawozapolowym w zespole po tym, jak w listopadzie 1927 zmarł przedwcześnie w wieku 30 lat grający na tej pozycji Ross Youngs. 16 maja 1929 w drugim meczu doubleheader z Boston Braves zaliczył cycle. W 1932 po raz pierwszy w karierze zdobył najwięcej home runów w National League; zwyciężał w tej klasyfikacji również w latach 1934, 1936, 1937, 1938 i 1942. W 1933 wystąpił w World Series (0,389 BA, 2 HR, 4 RBI), w których Giants pokonali Washington Senators w pięciu meczach; w meczu numer 5 w pierwszej połowie dziesiątej zmiany zdobył home runa, wyprowadzając Giants na prowadzenie i ostatecznie wygraną 4–3.
W 1934 po raz pierwszy zagrał w Meczu Gwiazd. W latach 1936–1937 zdobył z zespołem mistrzostwo National League, jednak w World Series Giants dwukrotnie przegrali z New York Yankees. W grudniu 1942 został grającym menadżerem New York Giants. Po raz ostatni zagrał 11 lipca 1947, zaś menadżerem zespołu pozostał do lipca 1948. W styczniu 1951 został uhonorowany członkostwem w Baseball Hall of Fame otrzymując 87,2% głosów w trzecim głosowaniu. W tym samym roku został menadżerem Oakland Oaks z Pacific Coast League, który prowadził przez dwa sezony.
Zginął w wypadku samochodowym 21 listopada 1958 roku.
| Nagroda/wyróżnienie          | Lata                                                                   | Źródło |
| 12× All-Star                 | 1934, 1935, 1936, 1937, 1938, 1939, 1940, 1941, 1942, 1943, 1944, 1945 | [ 1 ]  |
| Zwycięzca w World Series     | 1933                                                                   | [ 4 ]  |
| Baseball Hall of Fame        | od 1951                                                                | [ 5 ]  |
| # 4 zastrzeżony przez Giants | 1949                                                                   | [ 6 ]  |